# Tasso netto di riproduzione
Il tasso netto di riproduzione, cioè il tasso di riproduzione al netto delle morti, rappresenta il rapporto tra la dimensione totale di una popolazione dall'inizio alla fine di una generazione.
In demografia e ecologia delle popolazioni è definito come il numero medio di figlie prodotto da una femmina nel corso della sua vita. Esso si ottiene perciò molto semplicemente integrando la funzione netta di maternità, cioè
{\displaystyle R_{0}=\int _{0}^{\infty }{p(x).v(x)dx}}
dove {\displaystyle p(x)} è la probabilità di sopravvivere fino all'età x, mentre {\displaystyle v(x)}{\displaystyle dx} , funzione netta di maternità, è il numero medio di figlie generate nel tempo {\displaystyle dx}.
Se R0 > 1, ogni femmina della popolazione prima della sua morte viene più che rimpiazzata, perché nell’arco della sua vita lascia un numero complessivo di figlie maggiore di uno.
Se R0 < 1 ogni femmina non riesce a rimpiazzarsi, la popolazione è in declino.
Se R0 = 1 la popolazione è stazionaria.

## R0nei modelli epidemici
Dalla demografia dove è nato, il concetto di R0 è passato all'epidemiologia quando George MacDonald introdusse il concetto nella letteratura epidemiologica negli anni '50.
Per George MacDonald le generazioni nei modelli epidemici che descrivevano la malaria erano le ondate di infezione secondaria che fluiscono da ogni precedente infezione e quelli che in demografia sono le figlie, in epidemologia sono i soggetti che vengono infettati dall'infezione "madre".
R0 oggi in epidemologia e rappresenta il numero medio di infezioni secondarie prodotte da ciascun individuo infetto in una popolazione completamente suscettibile cioè mai venuta a contatto con il nuovo patogeno emergente. Questo parametro misura la potenziale trasmissibilità di una malattia infettiva. Il suo calcolo matematico ha a che fare con le equazioni differenziali ordinarie.
Sebbene l'uso frequente del termine "tasso di riproduzione di base" sia in linea con la terminologia originale di MacDonald, vari studi interpretano l'uso del termine "tasso" nel senso che suggerisce una quantità in una unità di tempo.
Se R0 fosse un tasso che coinvolge il tempo, la metrica fornirebbe informazioni sulla velocità con cui un'epidemia si diffonderà attraverso una popolazione; ma R0 non indica se si verificheranno nuovi casi entro 24 ore dal caso iniziale o mesi dopo, proprio come R0 non indica se la malattia prodotta dall'infezione è grave. Oggi più correttamente R0 viene chiamato "numero di riproduzione di base".